# Castaño de Ceuta

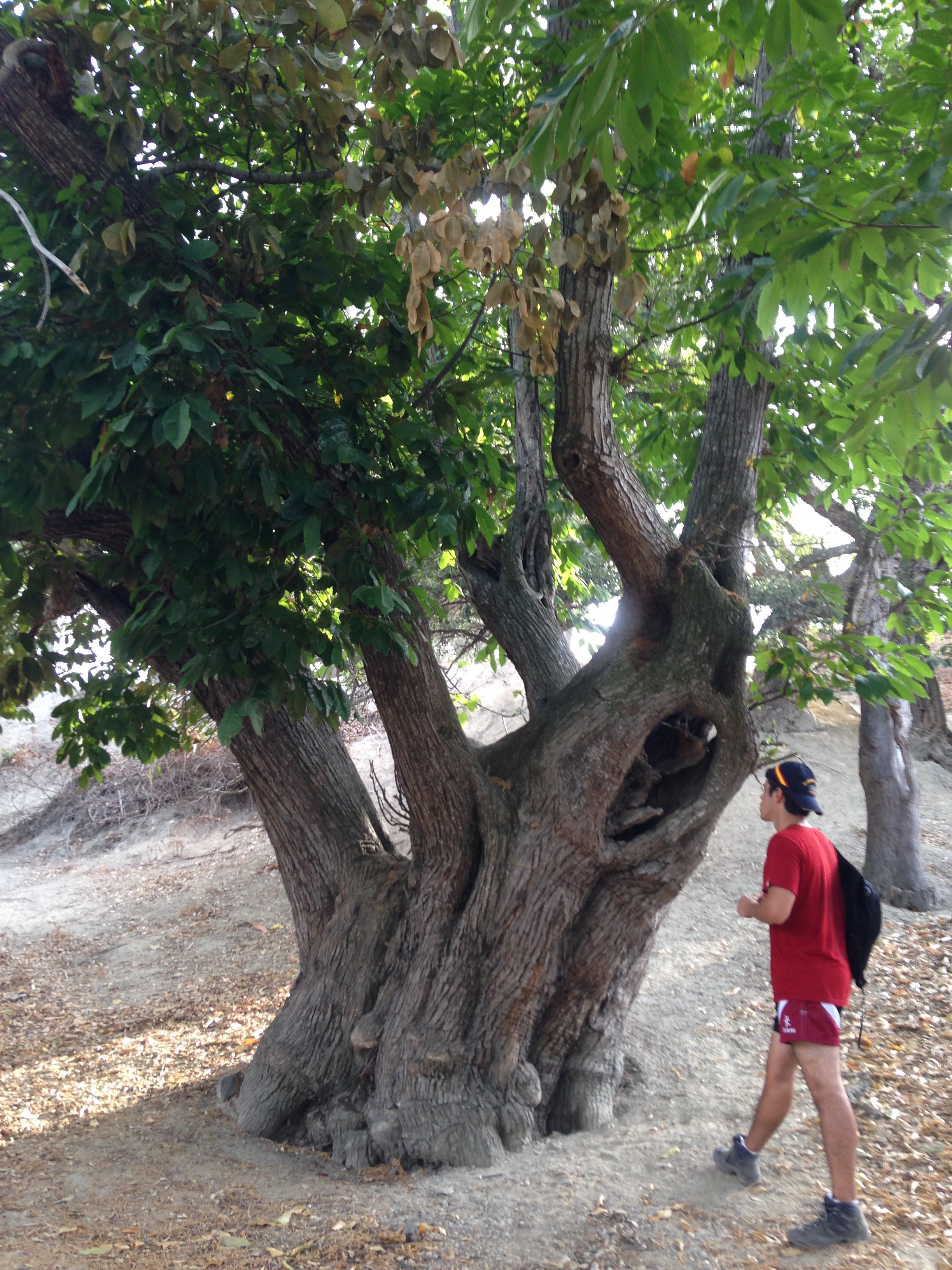
Castanea sativa en Huerta Serrano, Ceuta, España

El Castaño de Ceuta o el Cataño del arroyo Calamocarro es un ejemplar de Castanea sativa situado en la ciudad de Ceuta (España), en la zona conocida como "Huerta Serrano", cerca del arroyo Calamocarro, en la sierra de Benzú.

## Descripción

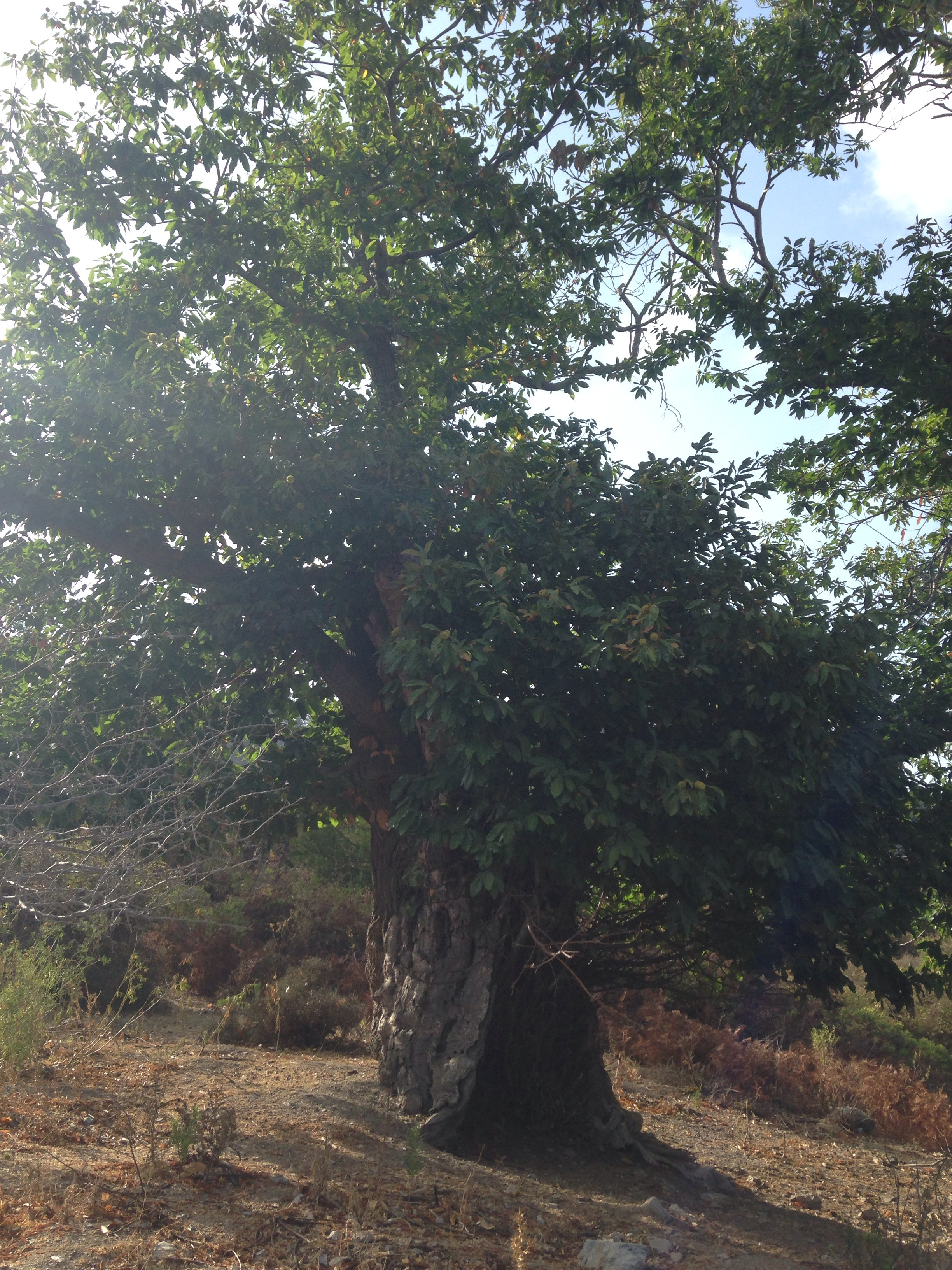
Castanea sativa en Huerta Serrano, Ceuta, España

Se estima que supera los 400 años de edad, mide en torno a 7 m de altura y 7 m de perímetro de tronco. Es un árbol vestigio de una antigua finca agrícola. Comparte su hábitat con al menos 7 castaños de porte y edad similar, un pino singular bicentenario y especies autóctonas como el Quercus suber, el Crataegus monogyna y el Chamaerops humilis. Está pendiente de que sea declarado Monumento Natural por la ciudad de Ceuta.

## Localización
El acceso se realiza por el sendero del arroyo Calamocarro, SL-CE 3, que sube hasta el fuerte de Aranguren pasando por el mirador de Beliones (García Aldave). Sus coordenadas son: 35°54′26.17″N 5°22′6.52″O / 35.9072694, -5.3684778 y esta en la zona conocida como Huerta Serrano.

## Historia
En el inventario botánico que hizo el ingeniero de Montes D. Máximo Laguna el 31 de julio de 1860, ya se hacía referencia a este rodal y a este árbol en concreto:

El monte alto está formado casi exclusivamente por el alcornoque, no hallándose, además de este árbol, sino un pequeño rodal de castaños y otro de olmos. El primero de éstos está compuesto de unos 30 árboles, en la parte alta del arroyo de Buena-Vista; corpulentos, viejos y de huecos troncos, apenas podrán servir hoy más que para leña; pero son infalibles testigos de la bondad del suelo que los mantiene hace siglos. Uno de ellos mide 16 pies de circunferencia en su tronco, a 3 de altura sobre el suelo, y es posible que, hace tres siglos y medio, abrigase ya bajo su sombra á algunos de los tristes fugitivos de la bella Granada.
 Máximo Laguna

La mayor parte de los castaños fueron talados por la empresa que construyó la Carretera de Impermeabilización entre Benzú y la frontera del Tarajal.
La zona fue declarada por la Unión Europea como Zona de Especial Protección para las Aves (ZEPA).